# Renata Šašak
Renata Šašak (Рената Шашак) (14 juni 1964) is een tennisspeelster uit Joegoslavië.
Šašak speelde tussen 1979 en 1987 voor Joegoslavië 25 partijen op de Fed Cup.
Op de Olympische zomerspelen van Los Angeles in 1984 kwam Šašak voor Joegoslavië uit op het dames-enkeltoernooi, en bereikte ze de tweede ronde.